# Giovan Battista Montini

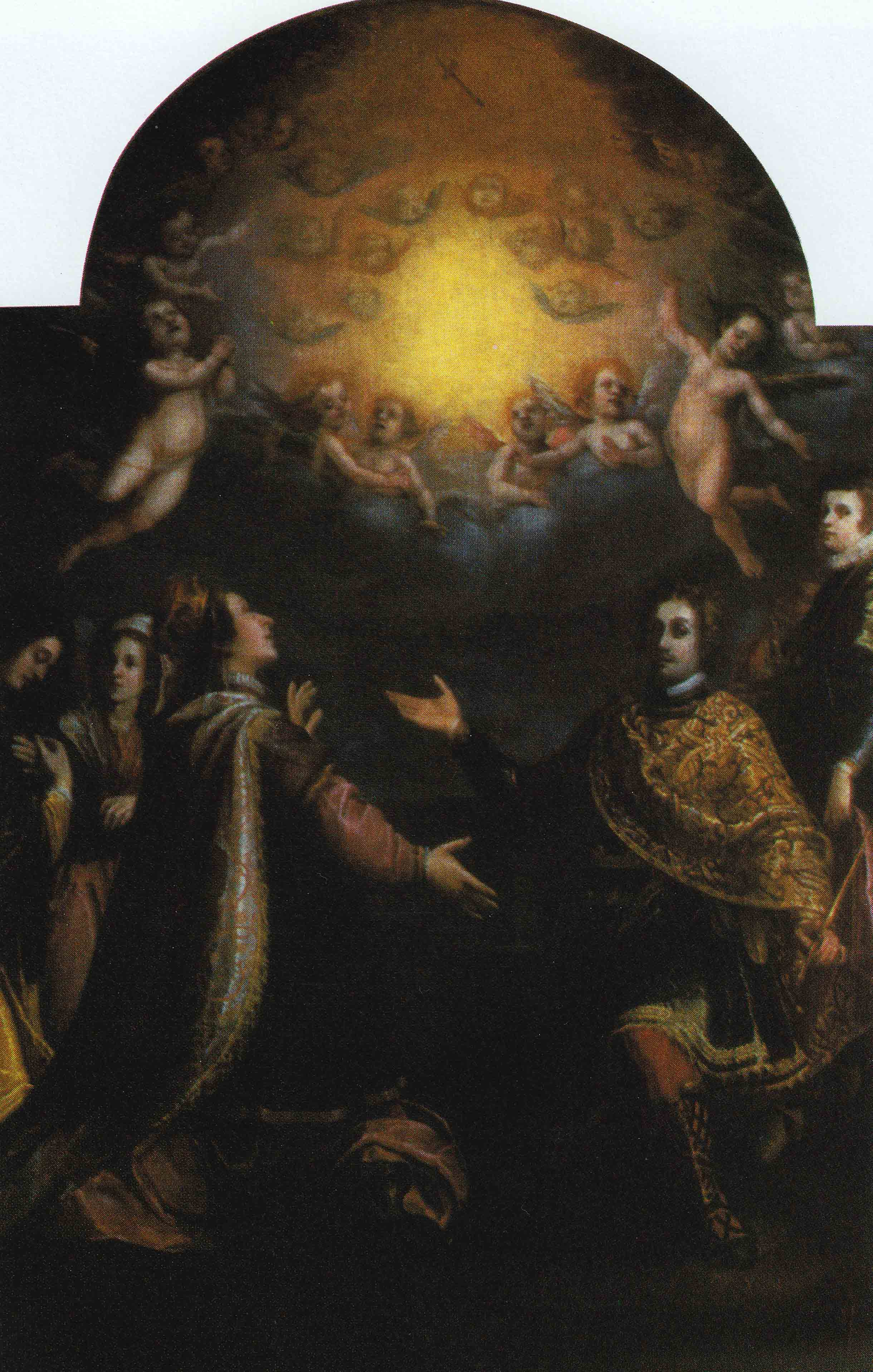
Trionfo della Santa Croce, Collegiata di San Cassiano

Giovan Battista Montini (Firenze, 1613 – Firenze, 1673) è stato un pittore italiano attivo in Toscana nel XVII secolo.

## Biografia
Scarse notizie rimangono della sua vita e poche opere sono a lui attribuite. Il suo stile pittorico fa capo a quella corrente artistica che ha il suo maggiore esponente in Carlo Dolci.
Sue opere certe sono un quadro intitolato Il pellegrinaggio di Tobia al tempio appartenente ad un ciclo di storie di Tobia e Tobiolo commissionatogli dai capitani della Misericordia di Firenze negli anni 1632-33 , un Sant'Antonio e una tela raffigurante San Domenico che resuscita il figlio di una matrona romana, ambedue conservate presso l'Opificio delle pietre dure a Firenze, il Trionfo della Vera Croce nella Collegiata di San Cassiano a San Casciano in Val di Pesa, un San Domenico conservato nel Convento di San Domenico a Fiesole, sempre a Fiesole nella Badia Fiesolana è esposto un dipinto a lui attribuito che reca la data mutila 164..., unica testimonianza cronologica della sua attività.